# 大中臣輔親
大中臣 輔親（おおなかとみ の すけちか）は、平安時代中期の公卿・歌人。神祇大副・大中臣能宣の長男。官位は正三位・祭主・神祇伯。中古三十六歌仙の一人。四条または岩出を号す。

## 経歴
一条朝初頭の寛和2年（986年）文章生試に及第し、勘解由判官・皇太后宮権少進を経て、正暦2年（991年）従五位下に叙せられる。
長徳2年（996年）美作介に任ぜられると、長保2年（1000年）正月まで4年の任期を勤め上げる。翌長保3年（1001年）伊勢神宮祭主・神祇権大副と神職に遷った。その後も、寛弘5年（1008年）ごろ神祇権大副、と神職を歴任する。この間、寛弘4年（1007年）従五位上次いで正五位下、寛弘7年（1010年）従四位下と昇進。さらに寛弘9年（1012年）三条天皇の大嘗祭で従四位上、長和5年（1016年）後一条天皇の大嘗祭で正四位下と祭主の労により叙位を受けている。
寛仁3年（1019年）ごろ神祇伯に任ぜられ、長元7年（1034年）には18年ぶりの昇叙により従三位に叙せられ、公卿に列した。長元9年（1036年）後朱雀天皇の大嘗祭における祭主の労により正三位に至る。
長暦2年（1038年）6月22日薨去。享年85。

## 人物
大中臣氏重代の歌人で、三条天皇・後一条天皇・後朱雀天皇の三代に亘って大嘗会和歌を詠進したほか、屏風歌の制作や歌合でも活躍した。勅撰歌人として、『拾遺和歌集』（1首）以下の勅撰和歌集に31首入集。家集に『輔親卿集』がある。

## 官歴
注記のないものは『公卿補任』による。
- 寛和2年（986年） 10月26日：受文章生（受天祐詩、字中槐）。11月7日：及第
- 永延2年（988年） 8月：勘解由判官
- 永祚2年（990年） 8月30日：皇太后宮権少進（皇太后・藤原詮子）[2]
- 正暦2年（991年） 9月16日：従五位下
- 長徳2年（996年） 正月25日：美作介[3]
- 長保2年（1000年） 正月15日：得替
- 長保3年（1001年） 2月28日：祭主[4]。10月20日：神祇権大副[2]
- 寛弘4年（1007年） 9月20日：従五位上（治国）。12月21日：正五位下（造伊勢離宮賞）
- 寛弘5年（1008年） 10月16日：見神祇権大副[5]
- 寛弘7年（1010年） 正月7日：従四位下（御祈有給賞）
- 寛弘9年（1012年） 11月21日：従四位上（祭主労、大嘗祭）
- 長和5年（1016年） 11月14日：正四位下（祭主労、大嘗会）
- 寛仁3年（1019年） 正月23日：見神祇伯[6]
- 長元7年（1034年） 11月5日：従三位（御祈賞）
- 長元9年（1036年） 11月20日：正三位
- 長暦2年（1038年） 6月22日：薨去

## 系譜
- 父：大中臣能宣
- 母：藤原清兼の娘
- 妻：蔵命婦 - 藤原教通の乳母
- 生母不明の子女
  - 男子：大中臣輔隆
  - 女子：伊勢大輔 - 藤原彰子（上東門院）女房、高階成順室
  - 女子：大中臣守孝室

妻の蔵命婦は藤原道長の五男・藤原教通の乳母であり、輔親も同様に乳母父として仕えた。その縁で、娘の伊勢大輔が藤原彰子に仕えることになったと思われる。ただし、蔵命婦が伊勢大輔の母親であるかどうかは不明。